# Карпов, Никита Иванович
Никита Иванович Карпов — постельничий и оружничий во времена правления Ивана III Васильевича и Василия III Ивановича.
Из дворянского рода Карповы, ветвь Рюриковичи. Внук родоначальника рода Карпа Фёдоровича и второй сын Ивана Карповича Карпова, упомянутого в 1489 году первым воеводою войск левой руки в походе на Вятские земли. Имел братьев: Фёдора, постельничего и воеводу Семёна и Ивана Ивановичей.

## Биография
В 1492 и 1495 годах упомянут постельничим в государевых Новгородских походах. В 1512 году участвовал в походе их Москвы в Боровск. В 1514 году во втором походе к Смоленску, был при государевом оружии. В 1516 году послан вторым послом в Казань для принятия присяги в верности московскому Государю от казанского царя Мухаммед-Имина и всего казанского народа. В 1517 году встречал императорского посла С. Герберщтейна. Осенью 1517 года встречал литовских послов. В 1522 году был при оружии в государевом походе в Коломну против крымцем. В 1523 году пожалован в оружейничие. В 1526 году вновь встречал литовских послов. В декабре 1528 года издил с Государём в Кириллов монастырь. Упомянут в июне 1531 года, должен был "доспех взяти" у князя Д.Ф. Бельского, который был взят под стражу.
Пожалован в 1523 году чином боярин, но другими документами не подтверждается.
Умер в 1532 году, по родословной росписи показан бездетным.